# Kerkhof van Marthes
Het Kerkhof van Marthes is een gemeentelijke begraafplaats in het Franse dorp Marthes in de gemeente Mametz in het departement Pas-de-Calais. Het kerkhof ligt in het dorpscentrum van Marthes, rond de Sint-Kwintenskerk.

## Britse oorlogsgraven
Op het kerkhof bevinden zich twee Britse oorlogsgraven uit de Eerste Wereldoorlog. Een van beide graven is geïdentificeerd; het ander is van een onbekende Indische gesneuvelde. Ze worden onderhouden door de Commonwealth War Graves Commission. In de CWGC-registers is het kerkhof opgenomen als Marthes Churchyard.